# 同聚院 (京都市)
同聚院（どうじゅいん）は、京都市東山区にある臨済宗東福寺派の寺院。大本山東福寺の塔頭。山号は十方山。本尊は不動明王。「五大堂同聚院」とも呼ばれる。

## 歴史
かつて、この地には延長2年（924年）に藤原忠平が建立した天台宗の法性寺があった。そこに藤原道長が寛弘3年（1006年）に、仏師康尚（定朝の父）に作らせた不動明王を中心とする五大明王を祀った五大堂を建立した。しかし、後に兵火によって不動明王を残して五大堂は焼失した。
その後、嘉禎2年（1236年）に九条道家は衰微した法性寺に代わって新たに東福寺を建立して不動明王は東福寺の所有となり、弘安3年（1280年）に東福寺開山の聖一国師によって五大堂は再建され、不動明王が祀られた。
五大堂は、文安元年（1444年）に東福寺第160世・文渓元作禅師が、その師で東福寺第129世・琴江令薫禅師を開山として東福寺の塔頭・同聚院が建立されると、その本堂とされた。
江戸時代に衰微したが、正徳4年（1714年）に恵槐によって再興された。
境内にはモルガンお雪の墓がある。

## 境内
- 五大堂 - 本堂。正徳4年（1714年）再建。
- 庫裏
- モルガンお雪の墓
- 山門

## 文化財

### 重要文化財
- 木造不動明王坐像 - 寛弘3年（1006年）に藤原道長が40歳の賀に際して仏師康尚（定朝の父）に作らせたもの。像高は2m65cmの一木造りで、木造不動明王坐像としては日本一の大きさである。